# Romuald Kmiecik
Romuald Kmiecik (ur. 5 listopada 1941 w Lublinie) – polski prawnik, karnik i kryminalistyk, profesor Uniwersytetu Marii Curie-Skłodowskiej z zakresu prawa karnego procesowego.

## Życiorys
W 1964 ukończył studia prawnicze na Wydziale Prawa i Administracji Uniwersytetu Marii Curie-Skłodowskiej w Lublinie, po czym uzyskał zatrudnienie w UMCS. W 1974 uzyskał stopień doktora na podstawie pracy Oskarżyciel posiłkowy w polskim procesie karnym, a dziesięć lat później habilitację na podstawie dysertacji Dowód ścisły w procesie karnym.
W latach 80. jako docent pełnił funkcję prodziekana Wydziału Prawa i Administracji UMCS (1985–1987) oraz prorektora uczelni ds. dydaktyki i wychowania (1987–1990). W 1990 objął funkcję kierownika Zakładu Kryminalistyki i Prawa Dowodowego, a rok później uzyskał stanowisko profesora nadzwyczajnego. W 1994 uzyskał tytuł naukowy profesora nauk prawnych, a w 2002 stanowisko profesora zwyczajnego. W latach 90. zasiadał w Senacie UMCS (1993–1996).
W okresie PRL był m.in. członkiem SD (od 1970) i NSZZ „Solidarność” (od 1980). Obecnie bezpartyjny, należy m.in. do Lubelskiego Towarzystwa Naukowego i Towarzystwa Naukowego Prawa Karnego. Nadal wykłada w Katedrze Kryminalistyki i Prawa Dowodowego.

## Wybrane publikacje
- Oskarżyciel posiłkowy w procesie karnym, Wydawnictwo Prawnicze, Warszawa 1977.
- Dowód ścisły w procesie karnym, Lublin 1983
- Romuald Kmiecik, Edward Skrętowicz, Proces karny: część ogólna, „Zakamycze”, Kraków-Lublin 1999 (wydanie drugie uzupełnione)
- (red.) Prawo dowodowe: zarys wykładu, „Zakamycze”, Kraków 2005.